# البذر الشتوي
البذر الشتوي هو طريقة لزراعة البذور في الخارج في الشتاء. يتم ذلك عمومًا بالبذور التي تتطلب فترة من التقسيم الطبقي البارد. تستفيد الطريقة من درجات الحرارة الطبيعية ، بدلاً من تبريد البذور الصناعي .
يتضمن البذر الشتوي زرع البذور في دفيئة مصغرة بالخارج خلال فصل الشتاء ، مما يسمح لها بالإنبات في الربيع. نجح مستخدمو هذه الطريقة في معظم مناطق الصلابة .

## مزايا
هناك العديد من المزايا للبذر الشتوي:
- بسيط للقيام به.
- إنها فعالة. ليس عليك تشغيل أضواء النمو لأسابيع في كل مرة عند بدء البذور في الداخل.
- لا داعي للقلق بشأن الحصول على شتلات طويلة الساق لأنها تُزرع وتنمو في الهواء الطلق.
- ليست هناك حاجة لتقوية الشتلات لأنها تتأقلم بالفعل مع الظروف الخارجية. إنها جاهزة للزراعة كلما ارتفعت درجة الحرارة الخارجية بدرجة كافية.
- يوفر مساحة داخلية للنباتات التي يجب أن تنمو قبل الزراعة بالخارج.
- إنه يسمح لشخص ليس لديه غرفة ، و التجهيزات ، أو مساحة متاحة في الداخل لنمو البذور بنجاح.
- يمنع جرف البذور أو أكلها.
- يمنحك شيئًا ما للقيام به في البستنة خلال الشتاء / أوائل الربيع.

## أوعية البذر الشتوي
يمكن استخدام أي شيء شفاف بدرجة كافية للسماح بمرور الضوء ويمكن صنعه بفتحات تصريف وغطاء وفتحة (فتحات) تهوية للبذر الشتوي. تشمل الخيارات ، على سبيل المثال لا الحصر ، الأباريق البلاستيكية ،  زجاجات المياه أو الصودا ، وحاويات الإخراج ، وأوعية الالمنيوم بأغطية بلاستيكية ، وحاويات صدفي ، وأكواب مشروبات، وأحواض بلاستيكية ،  وأكياس بلاستيكية.